# 宜保翔
宜保 翔（ぎぼ しょう、2000年11月26日 - ）は、沖縄県豊見城市出身のプロ野球選手（内野手・育成選手）。右投左打。オリックス・バファローズ所属。
実兄の宜保優も野球選手。

## 経歴

### プロ入り前
沖縄県立豊見城高等学校の学生時代にバレーボール部の選手として活躍した実父と、同部の部員時代に沖縄県代表として国民体育大会へ出場した実母の間に出生。豊見城市立とよみ小学校の2年時に、根差部ベースナインで軟式野球を始めた。長嶺中学校時代には、野球部で遊撃手や投手に起用される一方で、生徒会長を務めた。
中学校からの卒業後に、KBC学園未来高等学校沖縄総合学科スポーツコース（野球専攻）へ進学。硬式野球部では、2年時の秋から4番打者を任された。レギュラーに定着してからの背番号は6で、主に遊撃を守っていたが、投手として試合に登板することもあった。3年生だった2018年春の沖縄県大会では、興南高校との決勝戦に投手として先発。興南打線を完封したことによって、創部4年目の母校を県大会初優勝に導いた。
未来沖縄高校在学中は甲子園球場での全国大会と無縁であったが、「走・攻・守揃った二刀流選手」としてNPB球団のスカウトから注目。3年生時には、5球団から調査書が届けられるほど高く評価されていた。
2018年のドラフト会議では、内野手としてオリックス・バファローズから5位指名を受け、契約金3500万円、年俸500万円（金額は推定）という条件で入団した。背番号は53。未来沖縄高校の出身者では初のプロ野球選手となった。

### オリックス時代
2019年は、ウエスタン・リーグ公式戦へ100試合以上出場。大城滉二・安達了一の相次ぐ離脱で一軍の遊撃手が不足したチーム事情を背景に、シーズン終盤の9月6日の対北海道日本ハムファイターズ戦（札幌ドーム）で「8番・遊撃手」としてスタメンで一軍公式戦へのデビューを果たした。9月7日の同カード7回表の第2打席では、堀瑞輝から放った二遊間へのゴロが、内野安打と判定。判定通りであればこの一打が一軍公式戦での初安打になっていたが、日本ハム監督・栗山英樹からのリクエストによるリプレー検証の結果、判定は二塁へのゴロに変更された。この打席を最後に、9月11日付で出場選手登録をいったん抹消。自身の抹消後に安達が一軍公式戦中のアクシデントで脳震盪に見舞われたことから、NPBの定める脳震盪登録抹消特例措置によって、9月23日に再び登録された。同日の対福岡ソフトバンクホークス戦（京セラドーム大阪）に、「8番・遊撃手」としてスタメンへ再び起用。3回裏の第1打席で高橋礼から二塁打を放ったが、二塁から三塁へ走り込んだところ、三塁塁審の梅木謙一からタッチアウトを宣告された。この判定に対して、オリックス監督の西村徳文は、栗山と同様にリクエストを要求。判定自体は覆らなかったものの、一連のプレーが「二塁打と走塁死」とみなされたため、一軍公式戦での初安打が正式に記録された。
2020年は、オープン戦で打率.344と好成績を残し開幕一軍入りを期待されていたが、新型コロナウィルス感染拡大により開幕が遅れていた5月17日の練習中に右手首付近の違和感を訴え、大阪市内の病院で右手有鈎骨の疲労骨折と診断され開幕を一軍で迎えられなかった。5月21日に有鈎骨の摘出手術を受けた。その後、リハビリや二軍調整を経て9月20日に一軍に昇格し、同日の埼玉西武ライオンズ戦で「2番・遊撃手」で先発出場。2打席目の3回に松本航から左中間適時二塁打を放ち、プロ初打点を記録した。最終的に一軍の試合には10試合に出場し、打率.118。二軍では41試合に出場し、打率.218という成績だった。
2021年は、7月15日に開催されたフレッシュオールスターに出場した。一軍では前年を上回る33試合に出場したが、打率.160と結果が残せず、一軍定着とはならなかった。二軍では63試合に出場し打率.225の成績だった。
2022年は、一軍では23試合に出場し打率.172、二軍では45試合に出場し打率.265の成績だった。
2023年は、キャンプから一軍定着のアピールを続け、8月2日の楽天ゴールデンイーグルス戦（京セラ）では、2つの適時打を含む猛打賞を記録し、9回にサヨナラ打を決めた茶野篤政と共に初めてのお立ち台に上がった。自己最多の62試合に出場し、先発出場も41試合で、二塁手としてもチームで一番多く守備につき出番を増やした。
2024年は3月3日のDeNAとのオープン戦で8回表の遊撃守備の際、二塁塁審の白井一行と交錯し転倒。19日に受診したところ、右肩関節前方インピンジメント症候群と診断された。結局、開幕一軍は逃すこととなった。5月3日に初昇格し、22試合に出場して打率.250、0本塁打、0打点という成績を残していたが、6月12日の阪神戦の試合前練習に右肩を痛め、登録抹消された。これ以降公式戦に出場することはなく、10月3日に育成再契約を前提とした戦力外通告を受け、11月19日に育成選手として再契約し、背番号は153に変更された。
2025年からは新たに外野守備の練習も始めた。

## 選手としての特徴
高校時代に投手としてストレートで最速147km/hを計測し、遠投で116mを記録するほど地肩が強い。足も速く、手動計測ながら、本塁から一塁までの到達タイムで最速3秒8を記録。沖縄県の高校野球部対抗の競技大会では、立ち三段跳の部で、2年時から2年連続優勝を果たした。ちなみに、小学生の低学年時には、ヒップホップダンスを学んでいたという。

## 詳細情報

### 年度別打撃成績
| 年 度     | 球 団      | 試 合 | 打 席 | 打 数 | 得 点 | 安 打 | 二 塁 打 | 三 塁 打 | 本 塁 打 | 塁 打 | 打 点 | 盗 塁 | 盗 塁 死 | 犠 打 | 犠 飛 | 四 球 | 敬 遠 | 死 球 | 三 振 | 併 殺 打 | 打 率 | 出 塁 率 | 長 打 率 | O P S |
| --------- | ---------- | ----- | ----- | ----- | ----- | ----- | -------- | -------- | -------- | ----- | ----- | ----- | -------- | ----- | ----- | ----- | ----- | ----- | ----- | -------- | ----- | -------- | -------- | ----- |
| 2019      | オリックス | 8     | 28    | 26    | 0     | 6     | 1        | 0        | 0        | 7     | 0     | 0     | 0        | 0     | 0     | 2     | 0     | 0     | 7     | 0        | .231  | .286     | .269     | .555  |
| 2020      | オリックス | 10    | 18    | 17    | 0     | 2     | 1        | 0        | 0        | 3     | 2     | 0     | 0        | 1     | 0     | 0     | 0     | 0     | 7     | 0        | .118  | .118     | .176     | .294  |
| 2021      | オリックス | 33    | 28    | 25    | 4     | 4     | 2        | 0        | 0        | 6     | 1     | 0     | 0        | 1     | 0     | 1     | 0     | 1     | 7     | 1        | .160  | .222     | .240     | .462  |
| 2022      | オリックス | 23    | 34    | 29    | 0     | 5     | 1        | 0        | 0        | 6     | 2     | 0     | 0        | 3     | 1     | 1     | 0     | 0     | 3     | 0        | .172  | .194     | .207     | .400  |
| 2023      | オリックス | 62    | 162   | 147   | 14    | 41    | 5        | 0        | 0        | 46    | 9     | 1     | 2        | 7     | 1     | 6     | 0     | 1     | 25    | 4        | .279  | .310     | .313     | .623  |
| 2024      | オリックス | 22    | 14    | 12    | 2     | 3     | 0        | 0        | 0        | 3     | 0     | 1     | 0        | 0     | 0     | 2     | 0     | 0     | 3     | 0        | .250  | .357     | .250     | .607  |
| 通算：6年 | 通算：6年  | 158   | 284   | 256   | 20    | 61    | 10       | 0        | 0        | 71    | 14    | 2     | 2        | 12    | 2     | 12    | 0     | 2     | 52    | 5        | .238  | .276     | .277     | .553  |

- 2024年度シーズン終了時

### 年度別守備成績
| 年 度 | 球 団      | 二塁  | 二塁  | 二塁  | 二塁  | 二塁  | 二塁     | 遊撃  | 遊撃  | 遊撃  | 遊撃  | 遊撃  | 遊撃     |
| 年 度 | 球 団      | 試 合 | 刺 殺 | 補 殺 | 失 策 | 併 殺 | 守 備 率 | 試 合 | 刺 殺 | 補 殺 | 失 策 | 併 殺 | 守 備 率 |
| ----- | ---------- | ----- | ----- | ----- | ----- | ----- | -------- | ----- | ----- | ----- | ----- | ----- | -------- |
| 2019  | オリックス | 1     | 0     | 5     | 0     | 1     | 1.000    | 8     | 12    | 27    | 2     | 6     | .951     |
| 2020  | オリックス | 8     | 11    | 8     | 0     | 1     | 1.000    | 2     | 2     | 8     | 1     | 1     | .909     |
| 2021  | オリックス | 21    | 19    | 29    | 0     | 5     | 1.000    | 7     | 1     | 2     | 0     | 0     | 1.000    |
| 2022  | オリックス | 16    | 10    | 33    | 1     | 2     | .977     | 3     | 1     | 4     | 0     | 1     | 1.000    |
| 2023  | オリックス | 54    | 79    | 110   | 6     | 16    | .969     | 7     | 6     | 12    | 0     | 0     | 1.000    |
| 2024  | オリックス | 17    | 9     | 10    | 2     | 3     | .905     | 4     | 6     | 3     | 1     | 2     | .900     |
| 通算  | 通算       | 117   | 128   | 195   | 9     | 28    | .973     | 31    | 28    | 56    | 4     | 10    | .955     |

- 2024年度シーズン終了時

### 記録
初記録
- 初出場・初先発出場：2019年9月6日、対北海道日本ハムファイターズ20回戦（札幌ドーム）、「8番・遊撃手」で先発出場[9]
- 初打席：同上、3回表に杉浦稔大から空振り三振
- 初安打：2019年9月23日、対福岡ソフトバンクホークス23回戦（京セラドーム大阪）、3回裏に高橋礼から左中間二塁打[12]
- 初打点：2020年9月20日、対埼玉西武ライオンズ18回戦（京セラドーム大阪）、3回裏に松本航から左中越適時二塁打[15]
- 初盗塁：2023年9月25日、対埼玉西武ライオンズ24回戦（京セラドーム大阪）、7回裏に二盗（投手：平井克典、捕手：柘植世那）

### 背番号
- 53（2019年[2]- 2024年）
- 153（2025年[26] - ）